# Saxifraga longifolia
Saxifraga longifolia är en stenbräckeväxtart som beskrevs av Philippe Picot de Lapeyrouse. Saxifraga longifolia ingår i Bräckesläktet som ingår i familjen stenbräckeväxter. Inga underarter finns listade i Catalogue of Life.

## Bildgalleri

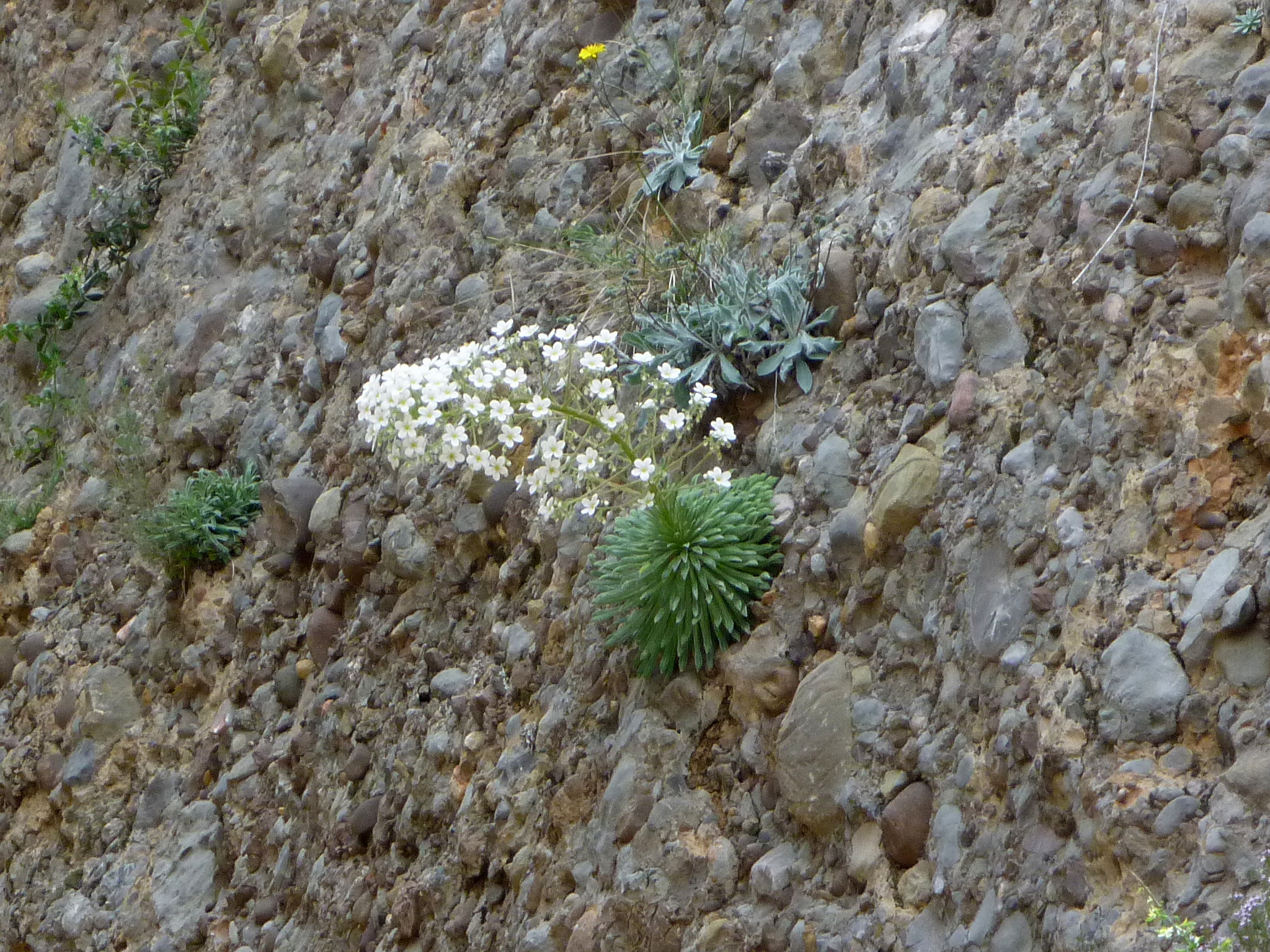
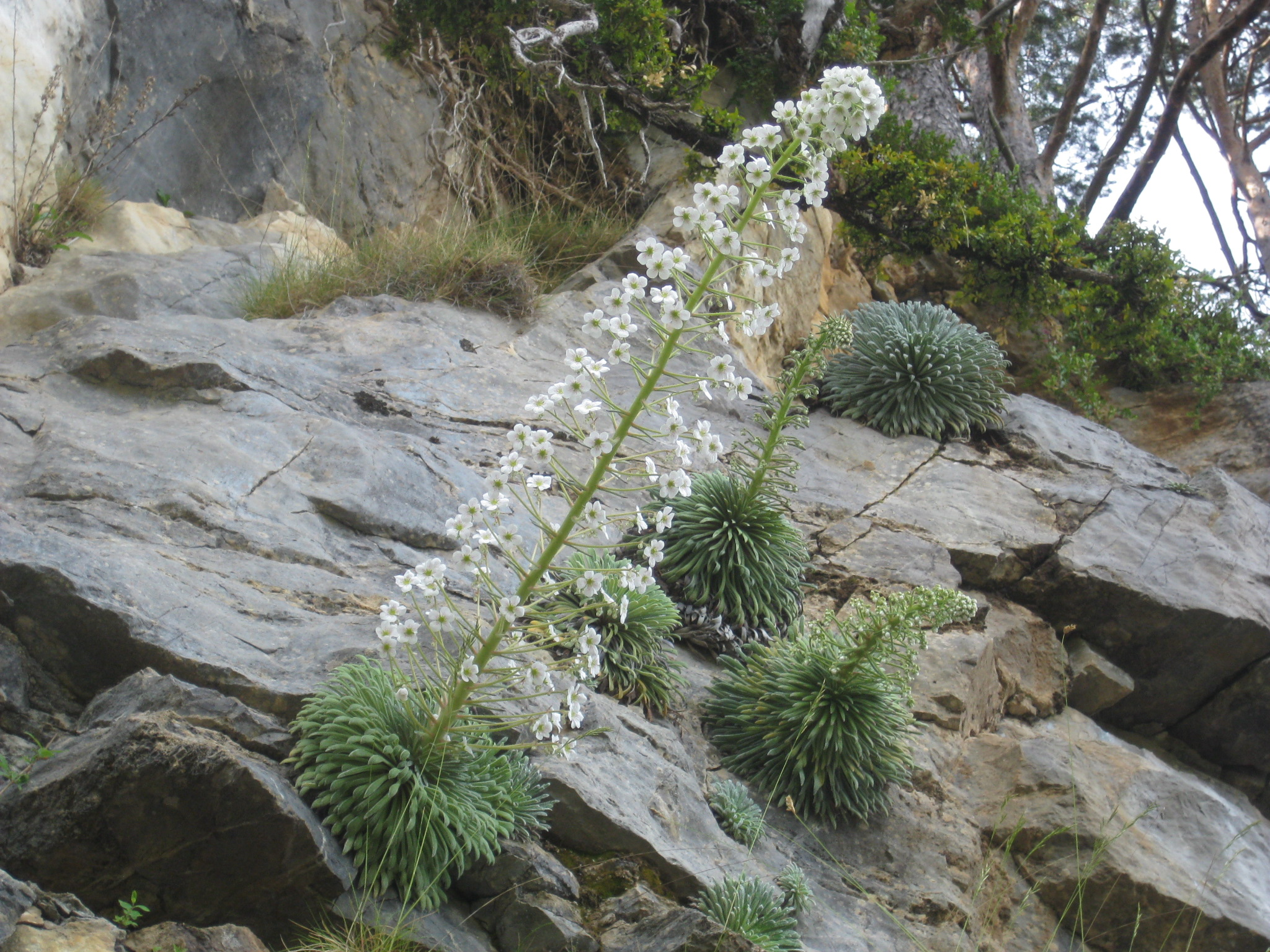
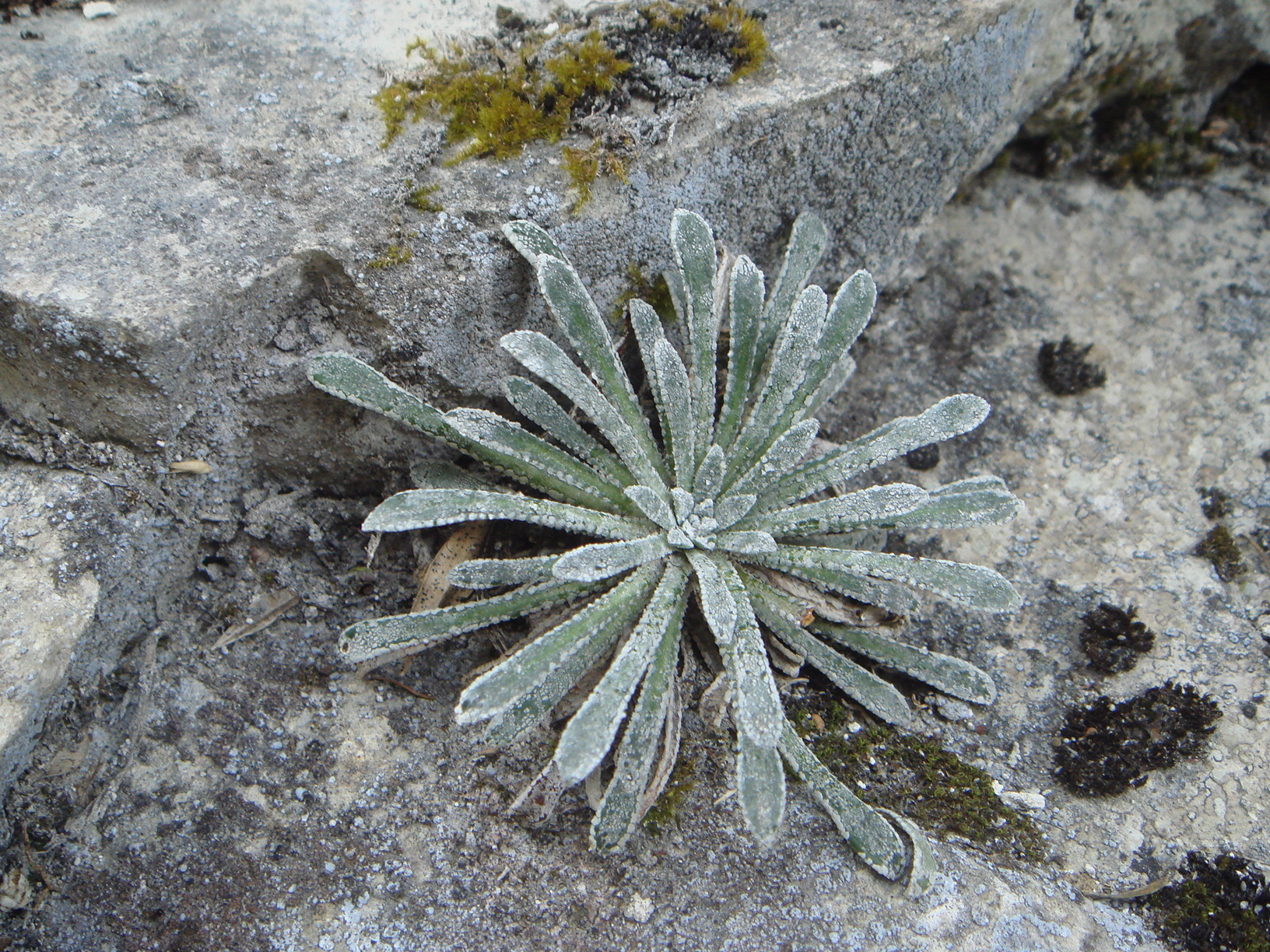
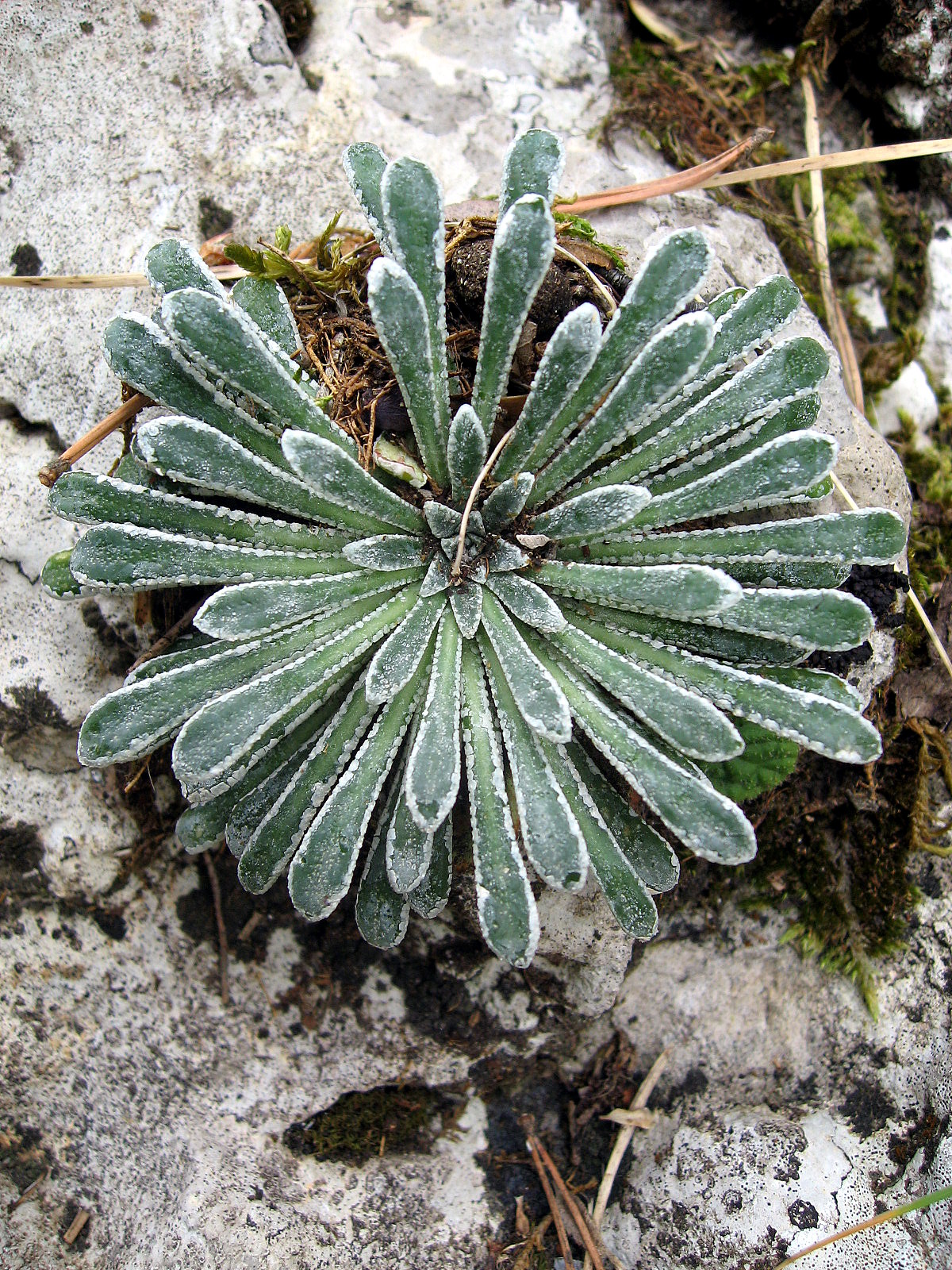
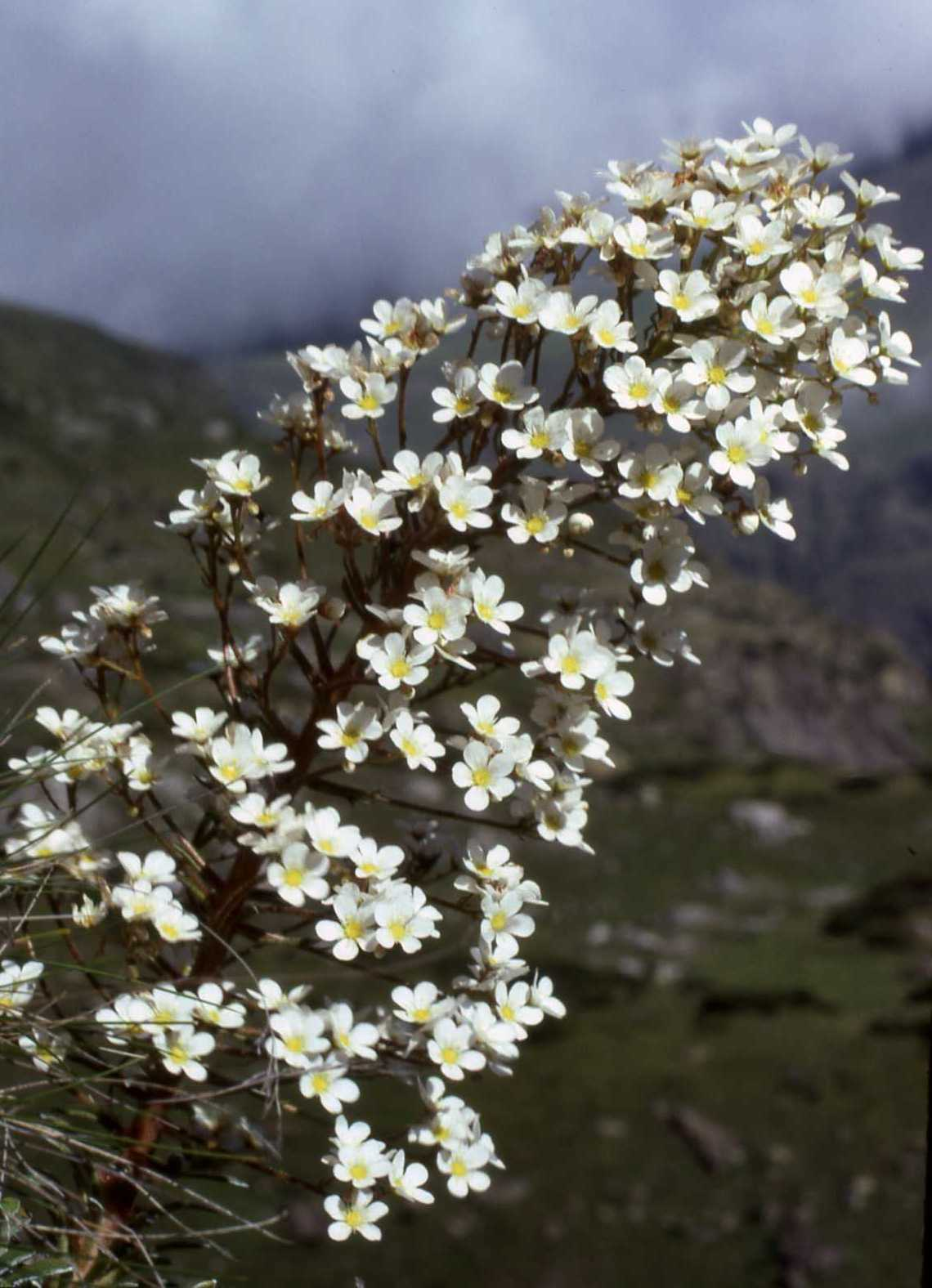
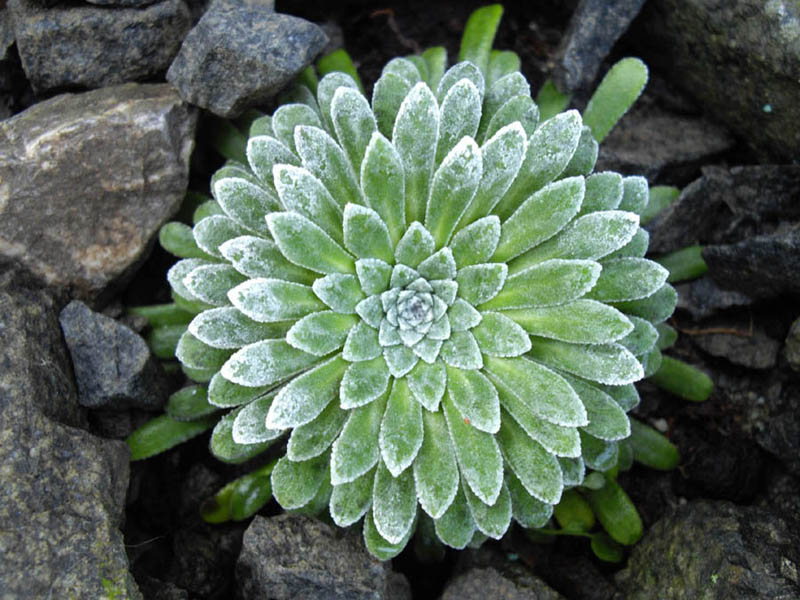
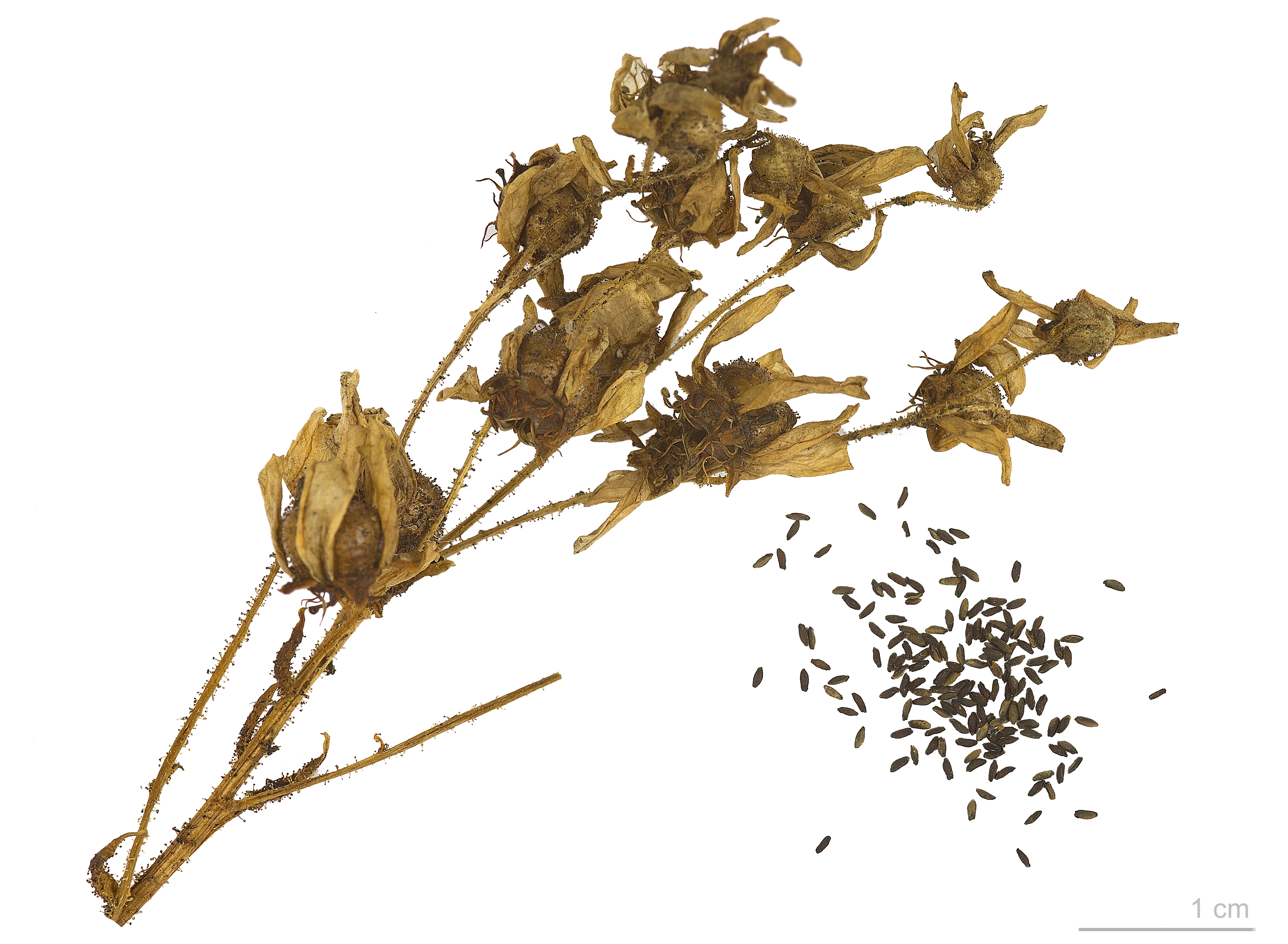
Saxifraga longifolia - Museum specimen